# Джерела «Чапля» (3 екз.)
Джере́ла «Ча́пля» (3 екз.) — гідрологічна пам'ятка природи в Україні. Об'єкт природно-заповідного фонду Вінницької області. 
Розташована в межах Вінницького району Вінницької області, в селі Лука-Мелешківська. 
Площа 0,01 га. Статус надано згідно з розпорядженням облвиконкому від 29.12.1979 року № 580. Перебуває у віданні Луко-Мелешківської сільської ради. 
Статус надано з метою збереження 3 джерел природного походження (Чапля (річка)).